# Dunked in the Deep
Dunked in the Deep (br.: Espiando os espiões) é um filme estadunidense de 1949 do gênero comédia, dirigido por Jules White. É o 119 de um total de 190 filmes da série com os Três Patetas produzida pela Columbia Pictures entre 1934 e 1959.

## Enredo
Os Três Patetas vão visitar seu vizinho Senhor Borscht (Gene Roth), que lhes avisa que irá retornar ao seu país pois seu visto de imigrante expirou. Ele na verdade é um espião de um país comunista que esconde microfilmes em três melancias. Ao irem ao navio para se despedirem de Borscht os Patetas acabam presos com ele e se tornam clandestinos. Em alto-mar, os famintos Patetas enganam Borscht e ficam com seu salame mas logo depois de o comerem, são vítimas de fortes enjoos. Shemp abre uma escotilha tentando melhorar com a entrada de ar, mas toda vez que faz isso é molhado por um esguicho da água. Depois, ao tentarem roubar as melancias para comerem, os Patetas descobrem os microfilmes e percebem que seu amigo é um espião. Eles tentam deter Borsch e depois de uma luta atrapalhada, conseguem prendê-lo. No final, Shemp abre a escotilha e recebe um jato de lama. Feliz, ele grita aos amigos: "Terra!".